# Nordlunde Sogn
Nordlunde Sogn 
ist eine Kirchspielsgemeinde (dän.: Sogn)
auf der Insel Lolland im südlichen Dänemark.
Bis 1970 gehörte sie zur Harde Lollands Nørre Herred im damaligen Maribo Amt, danach zur Ravnsborg Kommune im Storstrøms Amt, die im Zuge der  Kommunalreform zum 1. Januar 2007 in der Lolland Kommune in der Region Sjælland aufgegangen ist.
Im Kirchspiel leben 89 Einwohner (Stand: 1. Januar 2023).
Im Kirchspiel liegt die Kirche „Nordlunde Kirke“.
Nachbargemeinden sind im Norden Horslunde Sogn, im Süden Halsted Sogn und im Nordwesten Utterslev-Herredskirke-Løjtofte Sogn.